# Ваше (Марказі)
Ваше (перс. واشه) — село в Ірані, у дегестані Кара-Кагріз, у бахші Кара-Кагріз, шагрестані Шазанд остану Марказі. За даними перепису 2006 року, його населення становило 1000 осіб, що проживали у складі 252 сімей.

## Клімат
Середня річна температура становить 10,97 °C, середня максимальна – 29,50 °C, а середня мінімальна – -10,04 °C. Середня річна кількість опадів – 262 мм.
| Клімат поселення                              | Клімат поселення | Клімат поселення | Клімат поселення | Клімат поселення | Клімат поселення | Клімат поселення | Клімат поселення | Клімат поселення | Клімат поселення | Клімат поселення | Клімат поселення | Клімат поселення | Клімат поселення |
| Показник                                      | Січ.             | Лют.             | Бер.             | Квіт.            | Трав.            | Черв.            | Лип.             | Серп.            | Вер.             | Жовт.            | Лист.            | Груд.            |                  |
| Середній максимум, °C                         | 6,00             | 7,60             | 11,21            | 17,49            | 22,82            | 27,91            | 29,50            | 29,34            | 24,73            | 18,60            | 11,92            | 6,72             |                  |
| Середня температура, °C                       | −2,04            | −0,43            | 3,19             | 9,48             | 14,78            | 19,88            | 23,82            | 23,66            | 19,05            | 12,93            | 6,24             | 1,04             |                  |
| Середній мінімум, °C                          | −10,04           | −8,45            | −4,83            | 1,46             | 6,76             | 11,86            | 18,14            | 17,98            | 13,37            | 7,24             | 0,56             | −4,63            |                  |
| Норма опадів, мм                              | 39               | 38               | 48               | 34               | 28               | 4                | 1                | 1                | 0                | 8                | 25               | 36               |                  |
| Середньомісячна швидкість вітру, м/с          | 1.53             | 2.32             | 2.80             | 2.90             | 2.55             | 2.30             | 2.28             | 2.16             | 2.10             | 2.04             | 1.77             | 1.70             |                  |
| Середньомісячна сонячна радіація, кДж/м²·день | 9437             | 12614            | 15245            | 18495            | 22444            | 26947            | 25897            | 24266            | 21445            | 15911            | 11173            | 9132             |                  |
| --------------------------------------------- | ---------------- | ---------------- | ---------------- | ---------------- | ---------------- | ---------------- | ---------------- | ---------------- | ---------------- | ---------------- | ---------------- | ---------------- | ---------------- |
| Джерело:                                      |                  |                  |                  |                  |                  |                  |                  |                  |                  |                  |                  |                  |                  |